# Premi Oscar 2006
La 78ª edizione della cerimonia di premiazione dei Premi Oscar si è tenuta il 5 marzo 2006 al Kodak Theatre di Los Angeles. Per condurre la serata è stato scelto il comico statunitense Jon Stewart.
Le nomination dei film in concorso - che, in base al regolamento, sono stati immessi sul circuito cinematografico nell'anno precedente, il 2005 -  sono state rese pubbliche il 31 gennaio 2006. Si è trattato del trionfo del cinema indipendente, all'insegna dell'impegno sociale.
Il film I segreti di Brokeback Mountain, favorito alla vigilia (dopo aver vinto il festival di Venezia, i Golden Globe e molti altri premi), è stato il grande sconfitto della serata. A sorpresa, ha vinto invece Crash - Contatto fisico di Paul Haggis (già sceneggiatore di Million Dollar Baby), che affronta il problema delle intolleranze razziali nel mondo di oggi.
Miglior attori Philip Seymour Hoffman (protagonista di Truman Capote - A sangue freddo) e George Clooney (non protagonista per Syriana, rimasto invece a bocca asciutta per il suo Good Night, and Good Luck.). Migliori attrici Reese Witherspoon (protagonista di Quando l'amore brucia l'anima - Walk the Line) e Rachel Weisz (non protagonista in The Constant Gardener - La cospirazione).

## Vincitori e candidati
Vengono di seguito indicati in grassetto i vincitori.
Ove ricorrente e disponibile, viene indicato il titolo in lingua italiana e quello in lingua originale tra parentesi.

### Miglior film
- Crash - Contatto fisico (Crash), regia di Paul Haggis
- Good Night, and Good Luck., regia di George Clooney
- Munich, regia di Steven Spielberg
- I segreti di Brokeback Mountain (Brokeback Mountain), regia di Ang Lee
- Truman Capote - A sangue freddo (Capote), regia di Bennett Miller

### Miglior regia
- Ang Lee - I segreti di Brokeback Mountain (Brokeback Mountain)
- George Clooney - Good Night, and Good Luck.
- Paul Haggis - Crash - Contatto fisico (Crash)
- Bennett Miller - Truman Capote - A sangue freddo (Capote)
- Steven Spielberg - Munich

### Miglior attore protagonista
- Philip Seymour Hoffman - Truman Capote - A sangue freddo (Capote)
- Terrence Howard - Hustle & Flow - Il colore della musica (Hustle & Flow)
- Heath Ledger - I segreti di Brokeback Mountain (Brokeback Mountain)
- Joaquin Phoenix - Quando l'amore brucia l'anima - Walk the Line (Walk the Line)
- David Strathairn - Good Night, and Good Luck.

### Migliore attrice protagonista
- Reese Witherspoon - Quando l'amore brucia l'anima - Walk the Line (Walk the Line)
- Judi Dench - Lady Henderson presenta (Mrs. Henderson Presents)
- Felicity Huffman - Transamerica
- Keira Knightley - Orgoglio e pregiudizio (Pride & Prejudice)
- Charlize Theron - North Country - Storia di Josey

### Miglior attore non protagonista
- George Clooney - Syriana
- Matt Dillon - Crash - Contatto fisico (Crash)
- Paul Giamatti - Cinderella Man - Una ragione per lottare (Cinderella Man)
- Jake Gyllenhaal - I segreti di Brokeback Mountain (Brokeback Mountain)
- William Hurt - A History of Violence

### Migliore attrice non protagonista
- Rachel Weisz - The Constant Gardener - La cospirazione (The Constant Gardener)
- Amy Adams - Junebug
- Catherine Keener - Truman Capote - A sangue freddo (Capote)
- Frances McDormand - North Country - Storia di Josey
- Michelle Williams - I segreti di Brokeback Mountain (Brokeback Mountain)

### Miglior sceneggiatura non originale
- Larry McMurtry e Diana Ossana - I segreti di Brokeback Mountain (Brokeback Mountain)
- Jeffrey Caine - The Constant Gardener - La cospirazione (The Constant Gardener)
- Dan Futterman - Truman Capote - A sangue freddo (Capote)
- Tony Kushner, Eric Roth - Munich
- Josh Olson - A History of Violence

### Miglior sceneggiatura originale
- Paul Haggis, Robert Moresco - Crash - Contatto fisico (Crash)
- Woody Allen - Match Point
- Noah Baumbach - Il calamaro e la balena (The Squid and the Whale)
- George Clooney, Grant Heslov - Good Night, and Good Luck.
- Stephen Gaghan - Syriana

### Miglior film straniero
- Il suo nome è Tsotsi (Tsotsi), regia di Gavin Hood (Sudafrica)
- La bestia nel cuore, regia di Cristina Comencini (Italia)
- Joyeux Noël - Una verità dimenticata dalla storia (Joyeux Noel), regia di Christian Carion (Francia)
- Paradise Now, regia di Hany Abu-Assad (Palestina)
- La Rosa Bianca - Sophie Scholl (Sophie Scholl - Die letzten Tage), regia di Marc Rothemund (Germania)

### Miglior film d'animazione
- Wallace & Gromit - La maledizione del coniglio mannaro (Wallace & Gromit: The Curse of the Were-Rabbit), regia di Steve Box e Nick Park
- Il castello errante di Howl (Hauru no ugoku shiro), regia di Hayao Miyazaki
- La sposa cadavere (Tim Burton's Corpse Bride), regia di Tim Burton e Mike Johnson

### Miglior fotografia
- Dion Beebe - Memorie di una geisha (Memoirs of a Geisha)
- Robert Elswit - Good Night, and Good Luck.
- Emmanuel Lubezki - The New World - Il nuovo mondo (The New World)
- Wally Pfister - Batman Begins
- Rodrigo Prieto - I segreti di Brokeback Mountain (Brokeback Mountain)

### Miglior scenografia
- John Myhre e Gretchen Rau - Memorie di una geisha (Memoirs of a Geisha)
- James D. Bissell, Jan Pascale - Good Night, and Good Luck.
- Stuart Craig, Stephanie McMillan - Harry Potter e il calice di fuoco (Harry Potter and the Goblet of Fire)
- Sarah Greenwood, Katie Spencer - Orgoglio e pregiudizio (Pride & Prejudice)
- Grant Major, Dan Hennah, Simon Bright - King Kong

### Migliori costumi
- Colleen Atwood - Memorie di una geisha (Memoirs of a Geisha)
- Jacqueline Durran - Orgoglio e pregiudizio (Pride & Prejudice)
- Gabriella Pescucci - La fabbrica di cioccolato (Charlie and the Chocolate Factory)
- Arianne Phillips - Quando l'amore brucia l'anima - Walk the Line (Walk the Line)
- Sandy Powell - Lady Henderson presenta (Mrs. Henderson Presents)

### Miglior trucco
- Howard Berger e Tami Lane - Le cronache di Narnia - Il leone, la strega e l'armadio (The Chronicles of Narnia: The Lion, the Witch and the Wardrobe)
- Dave Elsey e Annette Miles - Star Wars Episodio III - La vendetta dei Sith (Star Wars: Episode III - Revenge of the Sith)
- David LeRoy Anderson e Lance Anderson - Cinderella Man - Una ragione per lottare (Cinderella Man)

### Migliori effetti speciali
- Joe Letteri, Christian Rivers, Brian Van't Hul, Richard Taylor - King Kong
- Pablo Helman, Dennis Muren, Randal M. Dutra e Daniel Sudick - La guerra dei mondi (War of the Worlds)
- Dean Wright, Bill Westenhofer, Jim Berney e Scott Farrar - Le cronache di Narnia - Il leone, la strega e l'armadio (The Chronicles of Narnia: The Lion, the Witch and the Wardrobe)

### Miglior montaggio
- Hughes Winborne - Crash - Contatto fisico (Crash)
- Daniel P. Hanley, Mike Hill - Cinderella Man - Una ragione per lottare (Cinderella Man)
- Michael Kahn - Munich
- Michael McCusker - Quando l'amore brucia l'anima - Walk the Line (Walk the Line)
- Claire Simpson - The Constant Gardener - La cospirazione (The Constant Gardener)

### Miglior sonoro
- Christopher Boyes, Michael Semanick, Michael Hedges e Hammond Peek - King Kong
- Paul Massey, Doug Hemphill e Peter F. Kurland - Quando l'amore brucia l'anima - Walk the Line (Walk the Line)
- Andy Nelson, Anna Behlmer e Ron Judkins - La guerra dei mondi (War of the Worlds)
- Kevin O'Connell, Greg P. Russell, Rick Kline e John Pritchett - Memorie di una geisha (Memoirs of a Geisha)
- Terry Porter, Dean A. Zupancic e Tony Johnson - Le cronache di Narnia - Il leone, la strega e l'armadio (The Chronicles of Narnia: The Lion, the Witch and the Wardrobe)

### Miglior montaggio sonoro
- Mike Hopkins e Ethan Van der Ryn - King Kong
- Richard King - La guerra dei mondi (War of the Worlds)
- Wylie Stateman - Memorie di una geisha (Memoirs of a Geisha)

### Migliore colonna sonora
- Gustavo Santaolalla - I segreti di Brokeback Mountain (Brokeback Mountain)
- Alberto Iglesias - The Constant Gardener - La cospirazione (The Constant Gardener)
- Dario Marianelli - Orgoglio e pregiudizio (Pride & Prejudice)
- John Williams - Memorie di una geisha (Memoirs of a Geisha)
- John Williams - Munich

### Miglior canzone
- It's Hard out Here for a Pimp, musica e testo di Jordan Houston, Cedric Coleman e Paul Beauregard - Hustle & Flow - Il colore della musica (Hustle & Flow)
- In the Deep, musica di Kathleen York e Michael Becker, testo di Kathleen York - Crash - Contatto fisico (Crash)
- Travelin' Thru, musica e testo di Dolly Parton - Transamerica

### Miglior documentario
- La marcia dei pinguini (La marche de l'empereur), regia di Luc Jacquet
- L'incubo di Darwin (Darwin's Nightmare), regia di Hubert Sauper
- Enron - L'economia della truffa (Enron: The Smartest Guys in the Room), regia di Alex Gibney
- Murderball, regia di Henry Alex Rubin, Dana Adam Shapiro
- Street Fight, regia di Marshall Curry

### Miglior cortometraggio
- Six Shooter, regia di Martin McDonagh
- Ausreißer, regia di Ulrike Grote
- Cashback, regia di Sean Ellis
- Our Time Is Up, regia di Rob Pearlstein
- Síðasti bærinn í dalnum, regia di Rúnar Rúnarsson

### Miglior cortometraggio documentario
- A Note of Triumph: The Golden Age of Norman Corwin, regia di Eric Simonson
- God Sleeps in Rwanda, regia di Kimberlee Acquaro, Stacy Sherman
- The Life of Kevin Carter, regia di Dan Krauss
- The Mushroom Club, regia di Steven Okazaki

### Miglior cortometraggio d'animazione
- The Moon and the Son, regia di John Canemaker
- Badgered, regia di Sharon Colman
- One Man Band, regia di Mark Andrews, Andrew Jimenez
- The Mysterious Geographic Explorations of Jasper Morello, regia di Anthony Lucas
- 9, regia di Shane Acker

## Premi speciali

### Premio alla carriera
- Robert Altman, in riconoscimento di una carriera che ha continuamente reinventato la forma d'arte e ispirato registi e pubblico.